# Мухаммед Мурсі
Мухаммед Мухаммед Мурсі Іса Аль-Айят (араб. محمد محمد مرسى عيسى العياط; нар. 8 серпня 1951 — пом. 17 червня 2019) — Президент Єгипту (з 30 червня 2012 по 3 липня 2013). 3 липня 2013 року був усунений від влади армією внаслідок масових протестів у країні.

## Наукова та політична кар'єра
Виріс у родині фермера в північно-єгипетському селі Аль-Адвах старшим з п'яти дітей. Завдяки добрим шкільним оцінкам вступив до Каїрського університету, де в 1975 здобув ступінь бакалавра інженерних наук. В 1975—1976 рр. служив рядовим в армії Єгипту. Після цього довчився до диплому магістра в 1978 з фаху металургія.
Мурсі є сунітом. В 1979 за сунітським обрядом одружився зі своєю двоюрідною сестрою Наглаа Алі Махмуд, яка на одинадцять років молодша за нього і якій на момент одруження було сімнадцять років. Через кілька днів Мурсі сам (без дружини) вирушив до США, де працював і вчився, і в 1982 р. захистив докторську дисертацію в Університеті штату Південної Каліфорнії. Після того як його дружина закінчила школу, він взяв її з собою в Лос-Анджелес. Там народилося двоє найстарших з п'яти дітей сімейної пари Нурсі, які таким чином, нарівні з єгипетським мають і американське громадянство.
Після захисту дисертації працював доцентом у Каїрському університеті, потім в університетах Південної Каліфорнії та Університету Штату Каліфорнія в Нортріджі. В 1985 році він повернувся з сім'єю до Єгипту, до 1990 працював в університеті міста Заказік, де очолював відділ матеріалознавства.

## Президентські вибори 2012
24 червня 2012 року виборча комісія Єгипту оголосила офіційні результати президентських виборів. Президентом був обраний лідер помірного ісламського руху «Брати-мусульмани» Мухаммед Мурсі (у першому турі зайняв перше місце, отримавши 25 % голосів; у другому турі він набрав 51,7 % голосів). Друге місце (48,3 % у другому турі) посів колишній прем'єр-міністр країни часів президента Хосні Мубарака Ахмед Шафік.

## Зовнішня політика

### Відносини з Іраном
Дипломатичні відносини Єгипту з Іраном були розірвані в 1980 році після укладання мирного договору між Єгиптом та Ізраїлем а також через те, що Єгипет надав притулок шаху Реза Пехлеві. В 1981 році в столиці Ірану, Тегерані, одна з вулиць була названа іменем вбивці єгипетського президента Анвара Садата. В серпні 2012 року Мухаммед Мурсі став першим Президентом Єгипту, який відвідав Іран після Ісламської революції 1979 року. Під час цього візиту Мурсі мав особисту розмову з Президентом Ірану Махмудом Ахмадінежадом, під час якої було вирішено відновити дипломатичні відносини між країнами.
Махмуд Ахмадінежад також став першим Президентом Ірану, який відвідав Єгипет після понад 30 років розірваних дипломатичних зв'язків. 5 лютого 2013 року він здійснив триденний візит до Єгипту на саміт Організації ісламської співпраці.
Попри те, що Іран підтримує режим Ассада, а Єгипет — його супротивників, під час переговорів обидва президенти торкнулися теми громадянської війни в Сирії та припинення кровопролиття. Також Президент Мурсі заявив, що «Брати-мусульмани завжди підтримували Ісламську революцію в Ірані та вірять в те, що поступ Ірану є також і поступом для Єгипту та інших мусульманських країн, оскільки ми є свідками того, як ісламські країни зазнають атак з боку ворогів-імперіалістів, які нападатимуть на будь-який розвиток в цих країнах.»

### Відносини з Ізраїлем і Палестинською автономією

#### Скандал навколо антиєврейських висловів
У січні 2013 року MEMRI був оприлюднений відеокліп, у якому зафіксовані слова Мурсі «ми маємо не забувати, що наших дітей та онуків слід виховувати в ненависті до сіоністів та євреїв». В іншому кліпі, оприлюдненому MEMRI того ж місяця, Мурсі називає сіоністів «кровопивцями, що нападають на палестинців, агресивною воєнщиною, нащадками мавп і свиней». Також він закликав бойкотувати товари, виготовлені в Ізраїлі та його союзниках, в тому числі і Сполучених Штатах. Також він закликав припинити будь-які мирні переговори з врегулювання Палестино-Ізраїльського конфлікту та об'єднати зусилля мусульман у всьому світі для того, аби вигнати сіоністів із арабської та мусульманської землі. Ці заяви привернули широку увагу західних ЗМІ того ж місяця. Представник Президента США Джей Карні спробував зменшити важливість слів Мурсі, заявивши, що зовнішня політика США спирається на дії, а не слова. Згодом Мурсі заявив, що його слова «вирвані з контексту», та була оприлюднена його розмова з делегацією, очолюваною Джоном Мак-Кейном:
Мурсі заявив делегатам, що він відданий свободі віросповідання та релігії, також, додав його представник: «[Мурсі] звернув увагу на те, що слід розрізняти між юдаїзмом та тими, хто його сповідує, та агресивними вчинками проти беззахисних палестинців»
Однак схожі ідеї висловив згодом і Фатхі Шіхаб-Еддім, радник Мухаммеда Мурсі та відповідальний за призначення редакторів державних видань. В міжнародний день пам'яті жертв Голокосту він заявив, що «Голокост був спеціальною операцією американської розвідки», здійсненою заради знищення образу нацистської Німеччини та заради обґрунтування скидання атомних бомб на Хіросіму та Нагасакі, а «6 мільйонів євреїв насправді виїхали до США».

## Усунення від влади
3 липня 2013 року на тлі всенародних протестів, які тривали з кінця червня, Мухаммед Мурсі був усунений від влади армією Єгипту після його відмови добровільно подати у відставку. За повідомленням головнокомандувача генерала Абделя Фаттаха Ас-Сісі, дію конституції країни призупинено; будуть проведені нові вибори. Тимчасовим виконувачем обов'язків глави держави став голова Вищого конституційного суду Єгипту Адлі Мансур. Мухаммед Мурсі заарештований. Адміністрація колишнього президента назвала ці події військовим переворотом.

## Суд і вирок
Кримінальний суд Каїру у 2015 р. ухвалив смертний вирок екс-президенту Єгипту Мухаммеду Мурсі. Разом з ним вирок оголошено і ряду лідерів «Братів-мусульман», які звинувачуються в держзраді і шпигунстві на користь іноземної держави.